# ProQuest

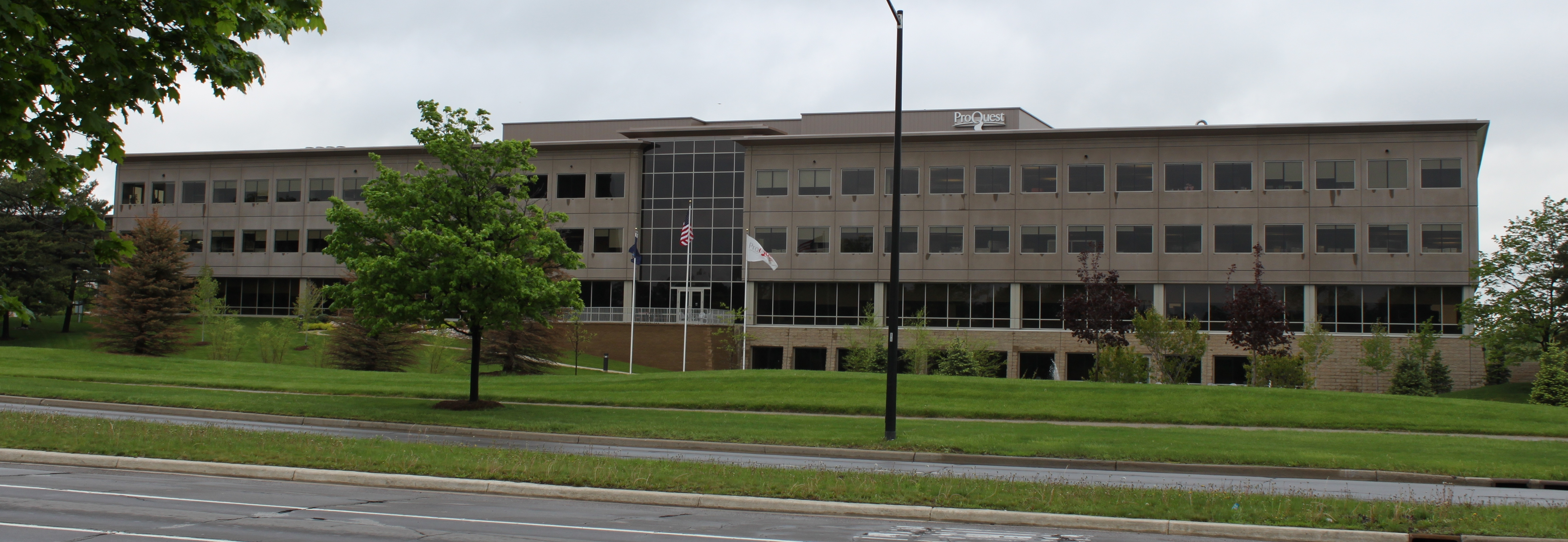
Sede da ProQuest

A ProQuest é uma empresa global de tecnologia e conteúdo de informação com sede em Ann Arbor, Michigan, fundada em 1938 como University Microfilms International por Eugene B. Power. É conhecida por seus aplicativos e serviços de informação para bibliotecas,  fornecendo acesso a dissertações, teses, e-books, jornais, periódicos, coleções históricas, arquivos governamentais, arquivos culturais e outros bancos de dados agregados. Este conteúdo foi estimado em cerca de 125 bilhões de páginas digitais, e é comumente acessado através de gateways de bibliotecas da Internet. Isso inclui ferramentas para gerenciamento de descoberta e citação e plataformas que permitem aos usuários da biblioteca pesquisar, gerenciar, usar e compartilhar pesquisas.
Iniciou suas operações como produtora de produtos de microfilme, posteriormente mudando para publicação eletrônica, e depois cresceu por meio de aquisições. Em 1º de dezembro de 2021, a Clarivate comprou a ProQuest do Cambridge Information Group por US$ 5,3 bilhões no que foi descrito como "grande negócio no mundo da biblioteca e publicação de informações". Clarivate disse que o conceito operacional por trás da aquisição era integrar os produtos e aplicativos da ProQuest com a Web of Science.